# Олоид
Олоидът е триизмерно геометрично тяло, открито и патентовано от германския скулптор, математик и изобретател Паул Шац през 1929 година. Представлява минималната изпъкнала обвивка на две еднакви окръжности, поставени една спрямо друга в две перпендикулярни равнини и споделящи точно един общ радиус. По този начин, центърът на всяка от двете окръжности лежи върху другата окръжност и разстоянието между двата центъра е точно дължината на радиуса им. Освен това, една трета от всяка от окръжностите принадлежи на вътрешността на олоида, докато останалите две трети от двете окръжности формират ръбовете му.

## Лице на повърхнината и обем
Лицето на повърхнината на олоид се дава по формулата:
{\displaystyle \!A=4\pi r^{2}}
което е точно колкото лицето на повърхнината на сфера със същия радиус. Ограденият от повърхнината на олоида обем се равнява на 
{\displaystyle {\frac {2}{3}}\left(2E\left({\frac {3}{4}}\right)+K\left({\frac {3}{4}}\right)\right)r^{3}},
където K и E означават пълните елиптични интеграли от първи и втори род, съответно.
С числено смятане се получава:
{\displaystyle \!V\approx 3.0524184684r^{3}}

## Кинетика
Повърхнината на олоида е развиваема повърхнина. Докато се търкаля, тялото прави разгъвка на пълната си повърхнина, т.е. всяка точка от олоида в някакъв момент от време докосва равнината, върху която той се търкаля. За разлика от повечето осево симетрични тела (като цилиндъра, сферата и др.), при търкаляне върху равнина, центърът на тежестта на олоида извършва движение по лъкатушеща, вместо по права линия. На всеки цикъл на търкаляне разстоянието между центъра на тежестта на олоида и равнината варира между два минимума и два максимума. Разликата между минимум и максимум се изчислява по формулата:
{\displaystyle \Delta h=r({\frac {\sqrt {2}}{2}}-{3}{\frac {\sqrt {3}}{8}})\approx 0.0576r}
където r е радиусът на дефиниращите олоида перпендикулярни окръжности. Тъй като така изчислената разлика е сравнително малка, движението на олоида при търкаляне е сравнително гладко.
На всяка точка от търкалянето си олоидът докосва равнината с една своя отсечка (линеен сегмент) от повърхността. Дължината на тази отсечка е постоянна по време на цялото движение, и се задава чрез:
{\displaystyle \!l={\sqrt {3}}r}

## Свързани форми
Сферикон е минималната изпъкнала обвивка на две полуокръжности с общ център, разположени една спрямо друга в перпендикулярни равнини. Повърхнината на сферикона се състои от части на четири еднакви конуса (чиято височина е равна на радиуса на основата). Сфериконът прилича на олоида и – също като него – при търкаляне се явява развиваема повърхнина. „Екваторът“ му е квадрат с четири върха – за разлика от олоида, който има два ръба, но не и върхове.